# Zakanale (Gorzów Wielkopolski)
Zakanale – dzielnica Gorzowa Wielkopolskiego, położona w jego południowej części. Jest to dzielnica przemysłowo-usługowo-składowa.

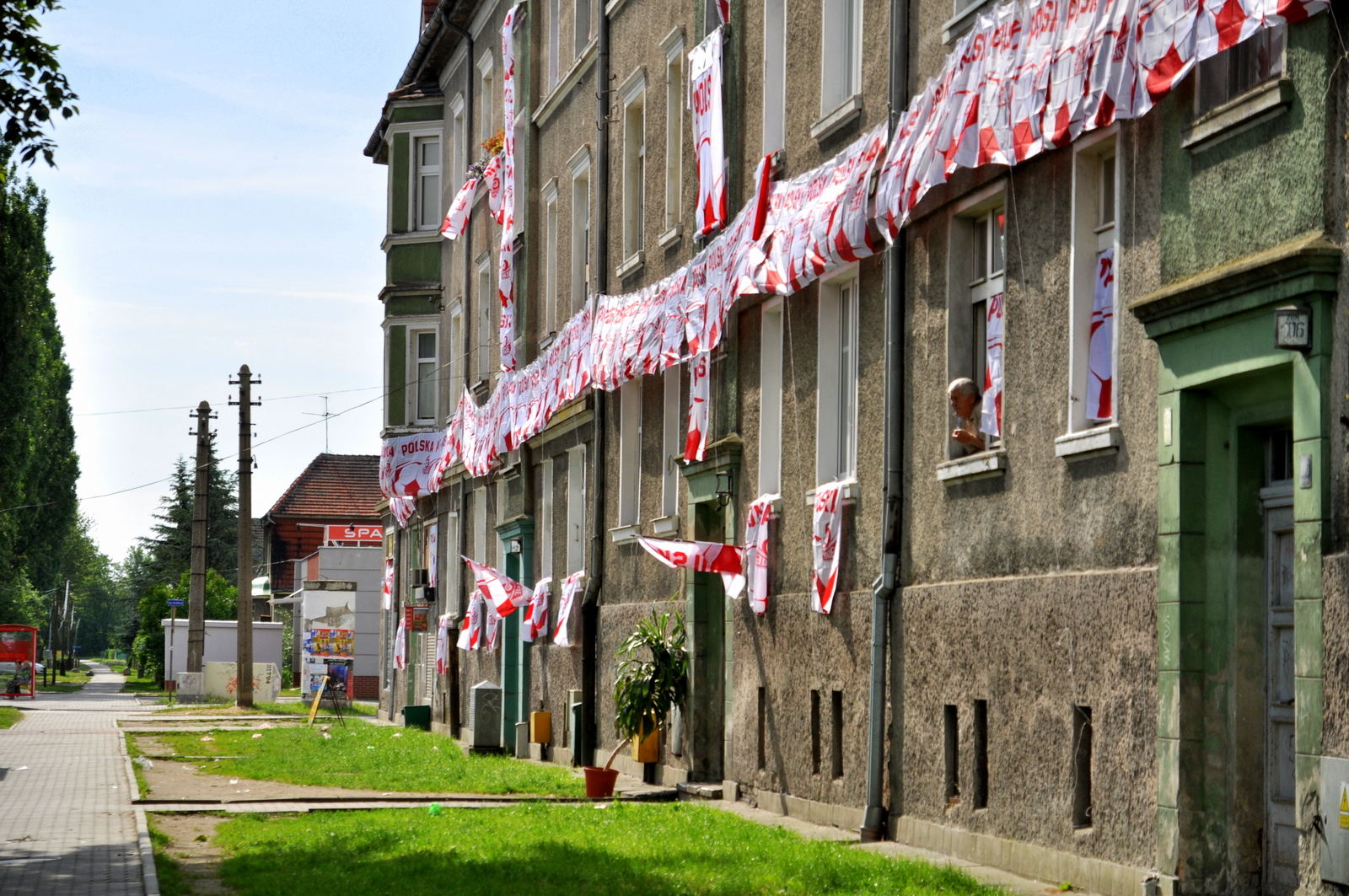
Dekoracja kamienicy przy ul. Kobylogórskiej podczas EURO 2012.

## Położenie
Dzielnica leży w południowej części Gorzowa Wielkopolskiego, tuż za Kanałem Ulgi nad którym przerzucony jest most Koniawski, przy DK nr 3, DK nr 22 oraz trasach lokalnych do Ulimia, Borka.
Główne ulice dzielnicy to:
- Koniawska,
- Kobylogórska,
- Marcina Kasprzaka,
- Małorolnych,
- Cicha,
- Bielikowa,
- Krótka,
- Graniczna,
- Toruńska,
- Wągrowiecka,
- Strażacka,
- Wylotowa.

## Gospodarka
Na terenie Zakanala istnieje Chłodnia Składowa (obecnie nie pracująca), Zakłady Obuwnicze Bama, Zakłady Przemysłu Skórzanego Asko - Świt Spółdzielnia Pracy, firma Intersicherheits Service produkująca sejfy, piekarnia mechaniczna, salon samochodowy Nissan, Mitsubishi i Kia Motors (Gezet), salon sukien ślubnych, Centrala Materiałów Budowlanych, Hurtownia nasienna Daja, salon motocykli, firmy handlujące płytkami ceramicznymi, materiałami budowlanymi, liczne składy, serwisy samochodowe, hurtownie i sklepy, istnieje skład opału PEC-u Gorzów.

## Infrastruktura
W dzielnicy znajdują się szkoła podstawowa i gimnazjum, poczta. Przy ulicach Koniawskiej, Zbąszyńskiej, Krótkiej i Kobylogórskiej stoją stare kamienice wielopiętrowe, a przy pozostałych ulicach domki jednorodzinne. W ostatnich latach dzielnica zyskała nowe połączenia drogowe m.in. ul. Marcina Kasprzaka będąca wylotem z miasta w kierunku Kostrzyna nad Odrą, Most Lubuski który spina części miasta znajdujące się po obu stronach rzeki Warty. 
Na Zakanale można dojechać autobusem MZK Gorzów linii: 
- 100,
- 103,
- 108, linia do Borka,
- 109, linia do Koszęcina,
- A,
- B,
- K,
- 112, linia do Bolemina,
- 116, linia do Brzozowca przez Glinik,
- 118, linia do Brzozowca/Deszczna,
- 216, linia do Orzelca.

## Sport
Na Zakanalu swoją siedzibę ma piłkarski Klub Sportowy „Iskra” Gorzów, który jest klubem osiedlowym. Boisko Iskry znajduje się przy ulicy Strażackiej 43. Prezesem klubu jest Rafał Trawiński. Klub założony został w 2005 roku i występuje w A-klasie gr. Gorzów Wielkopolski I.